# International Management Group
Die International Management Group (IMG) ist ein Konzern mit Firmensitz in Cleveland, Ohio, der durch Mark McCormack gegründet wurde und in den Bereichen Rechtsberatung und Sportmarketing tätig ist. Seit 2014 gehört IMG zu dem aus der William Morris Agency hervorgegangenen Konzern Endeavor.
Der US-amerikanische Rechtsanwalt beriet zunächst den Golfprofi Arnold Palmer, später zahlreiche andere Sportler weltweit. Dabei konnte IMG die Einkommen von Spitzensportlern durch Werbeeinnahmen steigern.
2005 war IMG mit 2.200 Mitarbeitern in 30 Ländern vertreten, in Deutschland u. a. in München, Berlin und Mannheim. Die deutsche IMG GmbH hat ihren Hauptsitz in München, Geschäftsführer ist Christian Salomon. Die schweizerische Tochtergesellschaft IMG Schweiz AG hat ihren Sitz in Zürich. Sozial engagiert sie sich in Form einer Charity-Partnerschaft mit World Vision Schweiz.
Die IMG-Gruppe ist in die Geschäftsbereiche Sports, Entertainment und Media unterteilt. Sie vertritt nicht nur Sportler als Agent, sondern auch Redner, Schriftsteller und Fotomodelle. Daneben tritt IMG als Veranstalter auf und initiiert TV-Produktionen.

## IMG Digital Media
IMG Digital Media ist eine 100 %-Tochter der Vermarktungsagentur IMG mit Sitz in Köln. Sie kümmert sich um alle medienrelevanten Projekte weltweit und vertritt die Fernsehvermarktungs- und Distributionsrechte weltweiter sportlicher und kultureller Organisationen.

IMG Digital Media liefert TV-Programm von Veranstaltungen wie dem America’s Cup, Wimbledon Championships, Englischer Premier League, British Open oder dem Rugby World Cup bis zur 
Friedensnobelpreisvergabe. TV-Programme werden in über 200 Länder distribuiert. Jährlich werden mehr als 9000 Stunden Fernsehprogramm von produziert und distribuiert, darunter über 500 Stunden für In-Flight-Programme für mehr als 40 Fluggesellschaften.
Von der Produktion von Sportprogrammen hat sich IMG Digital Media zu dem weltweit größten unabhängigen Produzenten und Distributoren von Live-Sport-Übertragungen, einem Spezialisten im Archivbereich und den interaktiven Medien entwickelt. Ebenso betreut IMG Digital Media viele kulturelle Veranstaltungen und entwickelt eigene Show- und Entertainment-Formate.

## IMG Sports
In den Vereinigten Staaten untersteht der IMG Group eine Akademie, deren Ausbildung vor allem im Berufssport des Tennis international Ansehen hat.
In Deutschland produziert die in Hamburg ansässige Tochtergesellschaft IMG GmbH beispielsweise in Zusammenarbeit mit dem Axel Springer Verlag die Online-Ausgabe der Sportzeitschrift Sport Bild. Neben dem Eishockey-Club Kölner Haie werden auch die deutschen Sportler Thomas Rupprath, Bernhard Langer, sowie international u. a. Tiger Woods und Marija Scharapowa vermarktet. Die Vermarktung des TSV 1860 München hatte die IMG 2005 übernommen und wurde 2011 nach dem Einstieg des Investors Hasan Ismaik wieder beendet. Auch die Vermarktung des 1. FC Köln wurde zum 31. Mai 2014 wieder beendet. Seit 2011 besteht allerdings noch die Kooperation mit dem Zweitligisten FSV Frankfurt und dem Drittligisten FC Rot-Weiß Erfurt.
IMG Sports wird in Deutschland als Haupt-Lizenznehmer der Fußball-Europameisterschaft 2016 auch sämtliche Sportprodukte und -dienstleistungen im Namen der UEFA vermarkten.

## IMG Entertainment
Im Bereich IMG Entertainment werden über die Modelagentur IMG Models u. a. Heidi Klum und Kate Moss betreut.

## IMG Consulting
IMG Consulting berät internationale Unternehmen in ihren globalen Sponsoring-Aktivitäten. Darüber hinaus berät diese Abteilung Regierungen, Städte, Verbände und Vereine im Rahmen der Entwicklung und des Projektmanagements von Sportstätten (z. B. Fußballstadien, Multifunktionsarenen) sowie in der Bewerbung und Umsetzung von sportlichen Großveranstaltungen (z. B. Olympia, FIFA WC, UEFA EURO).